# How Does It Feel
How Does It Feel è una canzone della rock band Toto, quarto singolo estratto dall'album Isolation, del 1985.

## La canzone
La canzone fu scritta da Steve Lukather ed ebbe un buon successo commerciale, il singolo si posizionò quarantesimo nella Billboard Hot 100. La canzone è una ballata accompagnata dall'orchestra di New York e nella registrazione del brano, tra le voci secondarie, troviamo anche quelle di Tom Kelly e Richard Page. Il testo è uno dei classici scritti da Steve, quindi improntato molto sul sentimentalismo: il ritornello, infatti, riprende le seguenti parole:
(Toto, How Does It Feel)

## Videoclip
Il video mostra la band che si esibisce nel suo studio, nello studio ci sono poche luci, e la luce principale illumina Steve mentre canta, tutte le altre luci si accendono durante il ritornello.

## Tracce
1. How Does It Feel
2. Mr. Friendly

## Formazione
- Steve Lukather - chitarra elettrica e voce principale
- Tom Kelly - voce secondaria
- Richard Page - voce secondaria
- Fergie Frederiksen - tastiera e voce secondaria
- David Paich - tastiera e voce secondaria
- Steve Porcaro - tastiera
- Mike Porcaro - basso elettrico
- Jeff Porcaro - percussioni
- Orchestra di New York